# Île de la Quarantaine
L'île de la Quarantaine est une île française de la commune de Saint-Laurent-du-Maroni située sur le fleuve Maroni.